# Esfir
Esfir (russisch Эсфирь) ist ein weiblicher Vorname.

## Herkunft und Bedeutung
Der Vorname ist die russische Form von Esther.
Eine Namensvariante ist Yesfir. 

## Bekannte Namensträgerinnen
- Esfir Dolschenko (* 1944), sowjetische Kugelstoßerin
- Esfir Mironowna Konjus (1896–1964), russische bzw. sowjetische Kinderärztin, Hygienikerin und Hochschullehrerin
- Esfir Iljinitschna Schub (1894–1959), sowjetische Filmregisseurin, gilt als eine Pionierin des Kompilationsfilms